# براهیم تیام
براهیم تیام (انگلیسی: Brahim Thiam؛ زادهٔ ۲۴ فوریهٔ ۱۹۷۴) بازیکن فوتبال اهل فرانسه است.
از باشگاه‌هایی که در آن بازی کرده‌است می‌توان به باشگاه فوتبال لوانته، باشگاه فوتبال کان، باشگاه فوتبال استاد رنس، باشگاه فوتبال مالاگا، و باشگاه فوتبال ستاره سرخ اشاره کرد.
وی همچنین در تیم‌های ملی فوتبال زیر ۲۰ سال فرانسه و مالی بازی کرده‌است.